# 모리스 라벨
모리스 라벨(프랑스어: Maurice Ravel, 1875년 3월 7일 ~ 1937년 12월 28일)은 프랑스의 서양 고전 음악 작곡가, 피아니스트, 그리고 지휘자이다. 음악원 선배인 클로드 드뷔시와 함께 20세기 초 인상주의 사조의 대표적인 작곡가로 분류되지만, 드뷔시와 마찬가지로 인상주의 음악으로 분류되는 것을 거부했다. 1920년대와 1930년대에 라벨은 국제적으로 프랑스를 대표하는 당대 최고의 작곡가로 평가받았다.
라벨은 음악을 사랑하는 가정에서 태어나, 프랑스 최고 음악 교육 기관인 파리 음악원에 입학했다. 그러나 보수적인 교수진에게서 좋은 평가를 받지 못했으며, 결국 그에 대한 편향된 대우가 스캔들을 일으키기도 했다. 음악원을 떠난 이후, 라벨은 독자적인 길을 개척하며 작곡가로서 성장하였으며, 그의 스타일은 명확한 구조를 가지면서도 모더니즘, 바로크, 신고전주의 요소를 포함하였으며, 후기 작품에서는 재즈의 영향도 보인다.
음악 형식 실험을 즐겼으며, 그의 가장 유명한 작품인 《볼레로(1928)》는 발전부 없이 단순한 반복이 음악의 중심을 이루는 독창적인 작품이다. 또한 그는 다채로운 음색과 악기의 사용을 통한 탁월한 오케스트레이션과 관현악 편곡 능력을 갖추었으며, 다른 작곡가들의 피아노 곡을 관현악으로 편곡하기도 했다. 그중 가장 유명한 것은 1922년에 편곡한 무소르그스키의 《전람회의 그림》이다.
라벨은 느리고 세심하게 작업하는 작곡가였으며, 당대 다른 작곡가들보다 적은 수의 작품을 남겼다. 그러나 그의 작품 중 다수가 피아노곡, 실내악, 두 개의 피아노 협주곡, 발레 음악, 두 편의 오페라, 여덟 개의 가곡집 등 다양한 장르에서 지금까지도 널리 연주된다. 교향곡이나 교회 음악은 작곡하지 않았다. 많은 작품들은 먼저 피아노곡으로 작곡된 후, 나중에 관현악으로 편곡되는 방식을 따랐다. 특히, 그의 피아노 작품 중 《밤의 가스파르(1908)》는 연주가 극도로 어려운 곡으로 유명하다. 또한 관현악 작품인 《다프니스와 클로에(1912)》는 연주 시 균형 잡힌 해석이 요구되는 어려운 곡이다.
라벨은 녹음 기술이 음악을 대중에게 널리 알리는 데 중요한 역할을 할 것이라고 처음으로 인식한 작곡가 중 한 명이었다. 1920년대부터 그는 직접 피아니스트나 지휘자로서 자신의 작품을 녹음에 참여했으며, 피아노 연주나 지휘 기술이 뛰어난 편은 아니었지만, 자신의 작품이 어떻게 연주되기를 원하는지 감독하는 역할을 수행했다.

## 생애
프랑스 바스크 지방의 시부르에서 바스크계의 어머니와 스위스인인 아버지 로부터 태어났다. 열 네살이 되자 아버지는 그의 음악적 재능을 키워 주기를 원하여 라벨을 파리 음악원으로 보냈다. 피아노와 작곡에 뛰어난 재능을 보였는데, 재학 중 발표한 <죽은 왕녀를 위한 파반느>, <현악 4중주곡 바장조>에서 새로운 경향을 보여 눈길을 끌었다. 거기에서 그는 ‘아파치’라는 작곡가 학생들의 모임에 가입했는데, 이는 술을 마시고 여성들에게 집적대는 모임으로 유명했다.
파리 음악원에서 라벨은 가브리엘 포레에게 음악을 배웠다. 음악원에 있는 동안 로마대상을 받으려고 했지만 받지 못하였는데 그가 충분한 재능이 있었음에도 대상을 주지 않았다는 사실이 드러나자 그는 음악원을 떠났다. 라벨은 클로드 드뷔시에게 영향을 주었고, 재즈와 아시아의 음악, 그리고 유럽 전역의 민요와 스페인 음악에 많은 영향을 받았다. 라벨은 종교를 가지지 않았으며 무신론자로 보인다. 그는 리하르트 바그너의 음악처럼 공공연히 종교적인 색채를 부여한 음악을 싫어했으며, 대신 고대 야화에서 음악적 영감을 얻는 편이었다.
1932년에 심한 교통사고를 당한 이후 그의 건강은 악화되었다. 1937년에 건강을 회복하기 위한 수술을 받았지만 실패하여 사망했다.
이고르 스트라빈스키는 라벨의 복잡하고 정교한 음악에 빗대어 그를 “스위스 시계 장인”이라고 말한 적이 있다.

### 사생활
라벨은 결혼을 하지 않았고 따라서 그의 사생활에 대해서 알려진것은 거의 없지만 잘생기고 멋진 외모로 인해 사교계의 인기를 독차지 했음은 틀림없었다.
제1차 세계 대전 때 그는 불타오르는 애국심에 군대에 지원했지만 몸이 약했기 때문에 프랑스군 부상병을 후송하는 운전병으로 복무하였다.

## 작품 세계
라벨은 인상주의 음악을 대표하는 작곡가 중 하나이지만, 그의 음악은 환상적인 묘사만을 강조하는 드뷔시와는 달리 프랑스 고전주의의 틀을 지키며 근대적인 감각을 발전시킨 것으로, 정교하고 치밀하다는 평을 듣는다.

### 피아노곡
- 그로테스크한 세레나데 (1893)
- 귀로 듣는 풍경(2대의 피아노) (1895, 1897)
- 물의 유희 (1901)
- 소나티네 (1903~1905)
- 미뉴에트 올림 다단조 (1904)
- 하이든의 이름에 의한 미뉴에트 (1909)
- 전주곡 가단조 (1913)
- 보로딘 풍으로, 샤브리에 풍으로 (1912~1913)
- 2대의 피아노와 다섯 손을 위한 프론티스피스 (1918)

### 실내악곡
- 바이올린 소나타 1번 (1897)
- 현악4중주 바장조 (1902~1903)
- 서주와 알레그로 (1905)
- 피아노 3중주 가단조 (1914)
- 바이올린과 첼로를 위한 소나타 (1920~1922)
- 포레 이름에 의한 자장가 (1922)
- 바이올린 소나타 2번 (1923~1927)

### 순수 관현악곡
- 셰에라자드 서곡 (1898)
- 스페인 광시곡 (1907~1908, 피아노: 1907)
- 다프니스와 클로에[2] (1909~1912, 피아노: 1913)
- 라 발스 (1919~1920, 피아노: 1920)
- 잔느의 부채 (1927)
- 볼레로 (1928, 피아노: 1929)

### 원곡이 피아노곡인 관현악곡
- 고풍스러운 미뉴에트 (1895, 관현악 편곡: 1929)
- 죽은 왕녀를 위한 파반느 (1899, 관현악 편곡: 1910)
- 거울(5개의 악장으로 된 모음곡)(1904~1905, 관현악 편곡: 3악장(바다 위의 작은 배)-1906, 4악장(어릿 광대의 아침 노래)-1918)
- 밤의 가스파르- 알로이지우스 베르트랑에 의한 피아노를 위한 3개의 시 (1908)
- 어미거위 (피아노 연탄곡 겸 관현악 모음곡)[3] (1908~1910, 관현악 편곡: 1911)
- 쿠프랭의 무덤[4](1914~1917, 오케스트라: 1919)
- 우아하고 감상적인 왈츠 (1911, 관현악 편곡: 1912)

### 오페라
- 스페인의 한 때 (1907)
- 어린이와 마법 (1919~1925)

### 협주곡
- 치간 (1924)
- 왼손을 위한 피아노 협주곡 (1929~1930)
- 피아노 협주곡 사장조 (1929~1931)

### 주요 가곡 및 합창곡들
- 사랑 때문에 죽어간 왕녀를 위한 발라드 (1893)
- 연가곡집 셰에라자드 (1903)
- 박물지 (1906)
- 스테판 말라르메의 3개의 시 (1913)
- 혼성 합창을 위한 3개의 노래 (1914~1915)
- 마다가스카르 섬의 토인의 노래 (1925~1926)
- 뒬시네의 돈키호테 (1932~1933)

### 편곡
또한 라벨은 자신의 피아노곡을 오케스트라를 위해 편곡하는 것을 즐겨했으며, 의뢰를 받아 다른 작곡가의 곡을 편곡하기도 하였다. 대표적인 예로는 무소륵스키의 <전람회의 그림>이 있다.

## 저작권 문제
1937년에 모리스 라벨이 죽자, 그의 형제 에두아르가 그의 유일한 후계자였다. 그는 Montfort-l'Amaury의 집을 박물관으로 바꾸었다. 1954년에, 에두아르는 교통사고을 당하고, 잔느 타베른이란 간호사가 그를 간병했고 그녀의 남편, 알렉산더가 에두아르의 기사가 되었다. 1956년에 에두아르의 아내가 세상을 뜨고 타베른 부부는 생장드뤼즈에 있는 에두아르의 집에 살게 된다. 라벨의 동생 에두아르는 파리시에 80%의 저작권을 양도하기로 결심했지만, 마음을 바꿔 잔느를 그의 유증 수혜자로 결정했다. 1960년, 에두아르가 죽고 모리스의 조카들이 유산 착복을 이유로 타베른 부부에게 소송을 걸었지만 실패한다. 1964년, 잔느가 세상을 뜨면서 그녀의 남편 알렉산더가 볼레로의 저작권료, 3억 6천만 프랑을 상속받게된다. 이렇게 SACEM의 법률 이사이었던 쟝 자크 르모안이 사직한 후 변호사가 된 후 등장하게 되었다. 그는 알렉산더와 결탁하고 그의 법률 고문이 되었다. 그들은 출판사에게 매우 유리한 계약서를 개정하기 위해 모리스 라벨의 작품 계약권자인 듀랑 출판의 사장, 르네 도망쥬를 고소했다. 르네 도망쥬는 당시 80세 이었기 때문에 합의로 해결하고 결국 작품의 모든 저작권과 작품 계약서를 쟝 자크 르모안에게 양도하게 된다. 그리고 그는 1971년에 ARIMA (국제 저작권 관리 매니지먼트)를 지브롤터에 설립했고, 저작권 계약(앵글로색슨의 법률이지 프랑스 법률에는 존재하지 않음)을 근거로, 알렉산더는 그가 가지고 있던 저작권의 절반 이상을 ARIMA에게 양도했다. 알렉산더의 두 번째 부인의 딸, 에블린 펜 드 카스텔에 따르면, ARIMA는 모리스 라벨 작품에 대해 모든 저작권의 독점 피양도인이고 그 연간 소득은 40년 전부터 2백만 유로일 것이라고 한다.

## 같이 보기
- 분류:모리스 라벨의 작품
- 신고전주의 음악
- 인상주의 음악
- 볼레로

### 참고 문헌
- The Cambridge Companion to Ravel (Cambridge Companions to Music) Publisher: Cambridge University Press (August 24, 2000) ISBN 0-521-64856-4
- "Maurice Ravel." Contemporary Musicians, Volume 25. Gale Group, 1999. Reproduced in Biography Resource Center. Farmington Hills, Mich.: Thomson Gale. 2005.